# Hummelfeld
Hummelfeld település Németországban, Schleswig-Holstein tartományban. Lakosainak száma 280 fő (2023. december 31.). Hummelfeld Güby, Fleckeby, Ascheffel, Hütten (Schleswig), Osterby (Kreis Schleswig-Flensburg) és Brekendorf községekkel határos.

## Népesség
A település népességének változása:
| Lakosok száma | 251  | 281  | 279  | 283  | 279  | 280  |
|               | 1975 | 2017 | 2019 | 2021 | 2022 | 2023 |